# Нова Качеєвка
Нова Каче́євка (рос. Новая Качеевка, ерз. Од Качеевка) — присілок у складі Теньгушевського району Мордовії, Росія. Входить до складу Такушевського сільського поселення.
Населення — 10 осіб (2010; 16 у 2002).
Національний склад (станом на 2002 рік):
- росіяни — 56 %

Стара назва — Новокачеєвка.